# کسی مار باریک
کسی مار باریک یک ستاره است که در صورت فلکی مار باریک قرار دارد.